# Weltall Erde Mensch

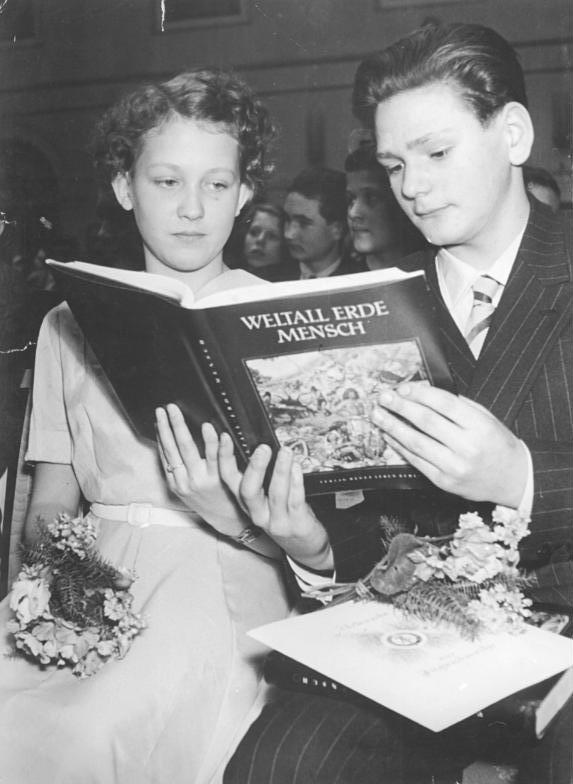
Jugendliche erhalten das Werk anlässlich ihrer Jugendweihe (Dresden, 1956)

Weltall Erde Mensch ist ein in der DDR erschienenes Sammelwerk, das wegen seiner antireligiösen und atheistischen Grundhaltung zwischen 1954 und 1974 vorzugsweise zur Jugendweihe an Jugendliche verschenkt wurde.

## Struktur und Auflage

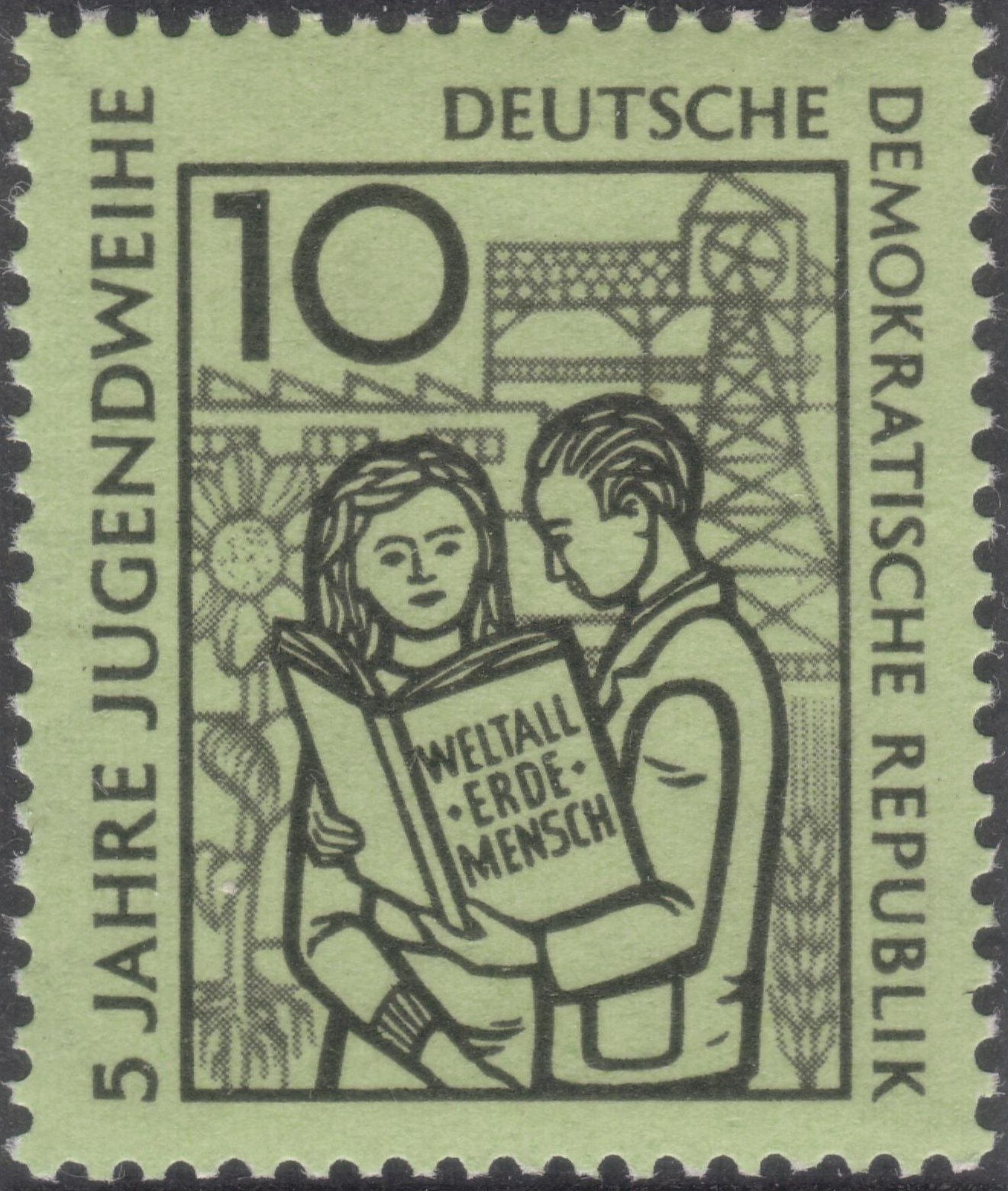
Briefmarke 1959

Das Werk erschien von 1954 bis 1974 in insgesamt 22 Auflagen im Verlag Neues Leben in Berlin. Mit einer Auflage von rund vier Millionen Exemplaren gilt es als eines der am weitesten verbreiteten Druckwerke der DDR. Es handelt sich um ein großformatiges Werk mit über 500 Seiten und reichhaltigen Grafiken, Schaubildern und Zeichnungen. Die Illustrationen stammen von Zdeněk Burian und Eberhard Binder-Staßfurt, der auch den Schutzumschlag entwarf, und weiteren Zeichnern. Der Druck fand beim VEB Interdruck, die Verarbeitung beim VEB Leipziger Großbuchbinderei statt.
Das Werk sollte ein „umfassendes System der Natur und der Gesellschaft nach marxistisch-leninistischem Muster“ darstellen. Es hatte zum Ziel, die Vorzüge des wissenschaftlich-technischen Fortschritts herauszustellen, um „für Fortschritt, Wahrheit und Gerechtigkeit zu kämpfen, gegen Ausbeutung, Unterdrückung und Lüge.“ In diesem Weltbild wurden religiöse Einstellungen negiert, wogegen die Kirche nach Erscheinen des Buchs protestierte. Nach dem Versuch, das Buch durch das Werk Unser Deutschland zu ersetzen, verlor Paul Wandel 1957 sein Amt als ZK-Sekretär für Kultur und Erziehung.
Ab 1975 wurde es durch das Buch Der Sozialismus, Deine Welt und ab 1983 durch das Werk Vom Sinn unseres Lebens ersetzt.

## Inhalt

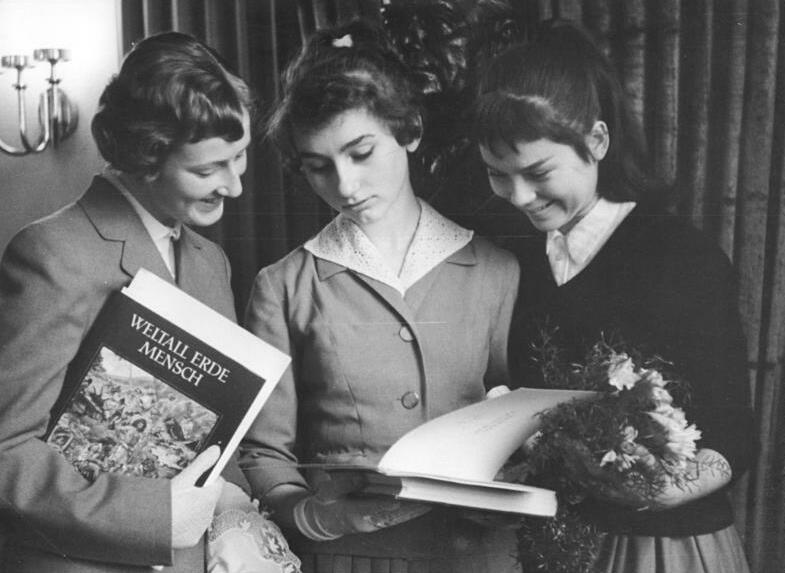
Theater der Freundschaft, Berlin, 1958.

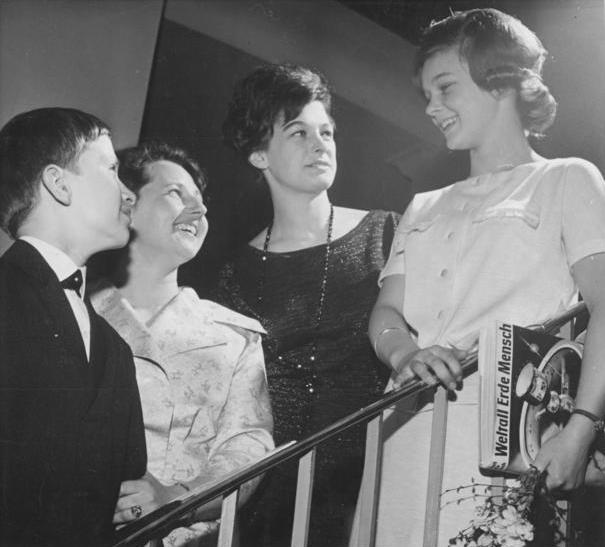
Die spätere DDR-Eiskunstlauf-Weltmeisterin Gabriele Seyfert (r.) bei ihrer Jugendweihe am 18. März 1963

Das Vorwort stammt von Walter Ulbricht, der mit dem Satz einleitet: „Dieses Buch ist das Buch der Wahrheit“. Diesem Geleit schließt sich ein Beitrag von Alfred Kosing mit dem Titel Wie sehen wir unsere Welt? an. Er befasst sich mit der Frage, ob eine wissenschaftliche Weltanschauung erforderlich ist. Ferner erläutert er die Bedeutung des dialektischen Materialismus für Wissenschaft und Praxis. Daran schließen sich insgesamt drei Kapitel mit Beiträgen unterschiedlicher Autoren an, darunter in den Auflagen der 1950er Jahre von Robert Havemann, z. B. Der Aufbau der Materie, die später fehlten, nachdem Havemann 1965 als Dissident in Ungnade gefallen war.

Der Inhalt wurde durch ein atheistisches Bekenntnis bestimmt:

„Eine solche wissenschaftliche Auffassung, die sich auf den dialektischen und historischen Materialismus stützt, lässt kein Märchen vom Schöpfer, Weltgeist und Lenker der Welt zu.“

### 1. Kapitel: Das Weltall
Der Nationalpreisträger Rolf Dörge gibt in seinem Beitrag unter dem Titel Die Eroberung des Atoms eine Einführung in die Atomphysik und erklärt unter anderem den grundlegenden Aufbau und die Struktur von Atomen. Anschließend erläutert der Astronom Diedrich Wattenberg unter dem Titel Der Aufbau des Weltalls unter anderem das heliozentrische Weltbild, gibt einen Einblick in den Aufbau von Fernrohren und Sternwarten und erläutert die Entstehung des Sonnensystems und der Milchstraße. Auch beschrieben sind (in der Auflage von 1964 z. B. auf acht Seiten) die ersten sowjetischen Raumfahrtmissionen: unbemannte und bemannte.

### 2. Kapitel: Die Erde und die Entwicklung des Lebens
Der chemische und stoffliche Aufbau der Erde ist Inhalt des ersten Beitrags von Rudolf Jubelt unter dem Titel Unsere Erde. Er beschreibt Gesteinsformationen, Veränderungen der Erde etwa durch den Vulkanismus und geht auf die wesentlichen Entwicklungsphasen der Erdgeschichte ein. Ein weiteres Thema ist die Gewinnung von Rohstoffen und deren Bedeutung für die wirtschaftliche Entwicklung eines Landes. Jakob Segal erklärt in seinem Abschnitt Was ist Leben? die Evolution, während Konrad Senglaub unter dem Titel Die Welt der Organismen die Vielfalt pflanzlichen und tierischen Lebens in der Biogenese darstellt. Er beschreibt die Entwicklung vom Einzeller bis hin zu höheren Lebewesen, etwa den Wirbeltieren. Die großformatigen, ausklappbaren Illustrationen der Urgeschichte stammen von Zdeněk Burian. Wolfgang Padberg befasst sich unter dem Titel Der Weg des Menschen und der menschlichen Gesellschaft mit der Menschheitsgeschichte und geht dabei auch auf die Gentilgesellschaft ein. R. F. Schmiedts Beitrag Die Klassengesellschaft fragt, warum es Klassen bzw. Antagonisten innerhalb der Gesellschaft gibt. Anschließend geht Heinrich Scheel unter dem Titel Karl Marx und Friedrich Engels – die Begründer der wissenschaftlichen Weltanschauung auf das Leben und Wirken von Marx und Engels ein.

### 3. Kapitel: Ein neues Zeitalter beginnt
Arnold Reisberg beschreibt unter dem Titel Wladimir Iljitsch Lenin – der Führer des Weltproletariats das Leben und Arbeiten Lenins. Anschließend geht Lothar Berthold in Der Kampf der Kommunistischen Partei Deutschlands für das Glück der Nation auf die Oktober- und Novemberrevolution sowie die Gründung der KPD ein. Stefan Doernberg beschreibt in seinem Abschnitt Die Deutsche Demokratische Republik – die Zukunft der deutschen Nation die Zeit nach dem Zweiten Weltkrieg sowie die Umstände, die zur Gründung der SED führten. Unter dem Titel Die wissenschaftlich-technische Revolution in der sozialistischen Gesellschaft führen Otto Reinhold und Gerhard Schulz in die wissenschaftlich-technische Revolution ein und beschreiben die wesentlichen Grundsätze der DDR als industrieller Staat. Wolfgang Weichelt stellt unter Unsere sozialistische Demokratie die Aufgaben einer sozialistischen Gesellschaft dar, während Fred Staufenbiel das Bildungssystem unter dem Titel Die sozialistische Kulturrevolution erläutert. Das Kapitel schließt mit einem Beitrag von Herbert Steiniger Der Kommunismus – die Zukunft der Menschheit.
Eine Erläuterung der im Buch verwendeten Fachausdrücke und Fremdwörter sowie ein Quellennachweis der Zitate und Fotos einschließlich weiterer Literaturhinweise befinden sich am Ende des Werkes.

## Ausgaben
- Gisela Buschendorf, Horst Wolffgramm, Irmgard Radandt (Hrsg.): Weltall Erde Mensch, Verlag Neues Leben, Berlin 1954 (Erstausgabe).
- Autorenkollektiv: Weltall Erde Mensch. 16. bearbeitete Auflage. Verlag Neues Leben Berlin, Berlin 1968.